# 1373 в Україні

## Особи

### Померли

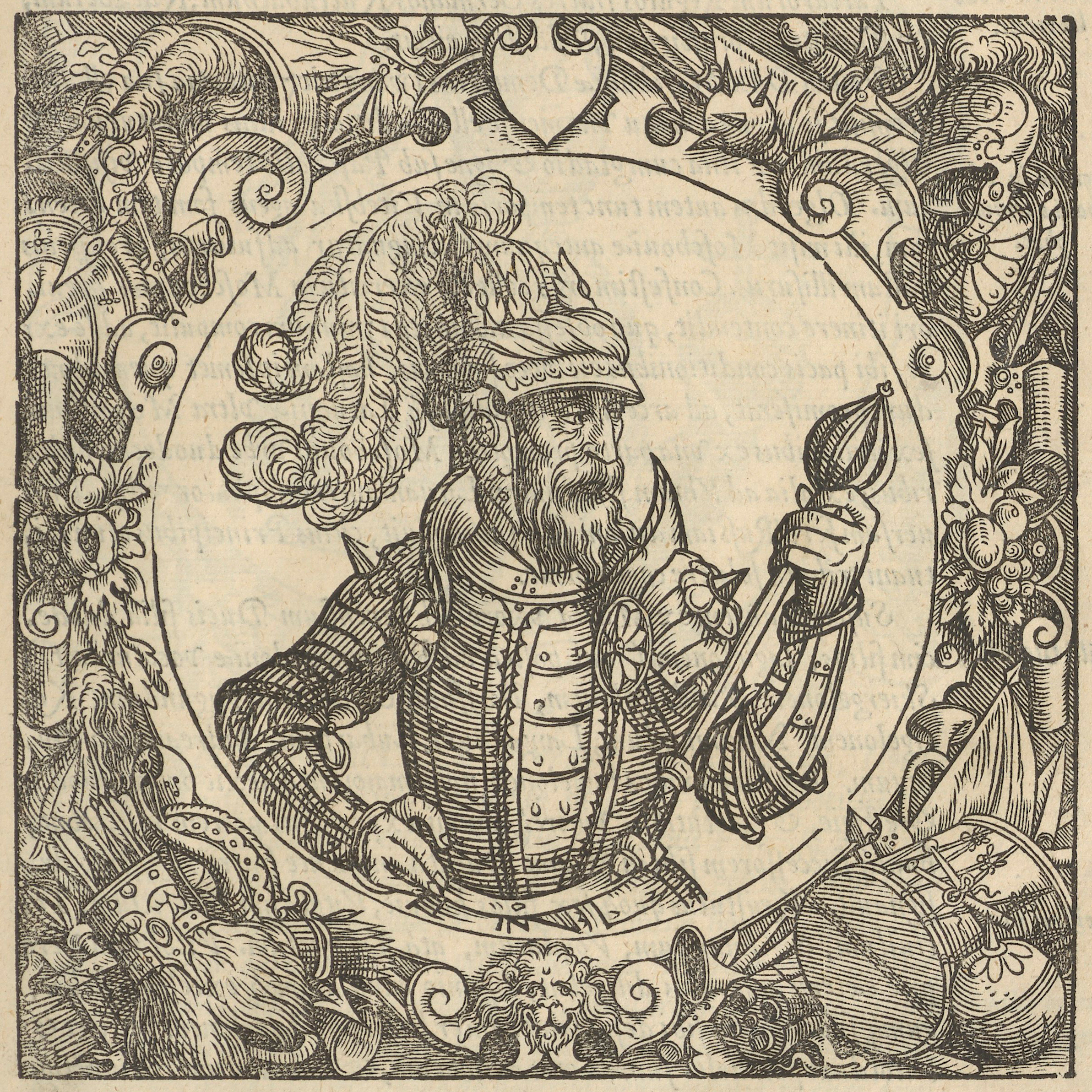
уявний портрет Ольгерда Гедиміновича 1578 року

- 24 травня — Ольгерд Гедимінович, великий князь литовський, який за понад 40 років свого правління створив найбільшу державу Європи, що простягалась від Балтійського до Чорного моря. Йому наслідував молодший син 15-річний Ягайло, якого через чотири роки усунув від влади його дядько Кейстут Гедимінович. (нар.. бл. 1296)[1].

## Засновані, створені
- 15 грудня — перша згадка про містечко Гвіздець[2] (нині — селище міського типу Коломийського району Івано-Франківської області), коли князь Володислав Опольський в Ярославі[3] надає поселення Гвіздець руському шляхтичу Ходку (Хотку) Лоєвичу[4] за його заслуги, також поселення Чернова (Чернява). На умовах: може брати данину грошима, мешканці прикріплюються за землею, Лойович розпоряджається. Повинен виставляти військо в разі війни (1 піший, 1 кінний).[5]

## Пам'ятні дати та ювілеї
- 475 років з часу (898 рік):
  - Облоги Києва — нападу кочівників-угорців на чолі з ханом Алмошем на Київ в ході їх кочування на захід і попередній завоюванню батьківщини на Дунаї (з центром в Паннонії)[6].
  - першої писемної згадки про місто Галич[7][8][9] — колишньої столиці Галицько-Волинського князівства, наймогутнішої твердині на південно-західних давньоруських землях, а нині — центру Галицької міської громади Івано-Франківської області.
- 300 років з часу (1073 рік):

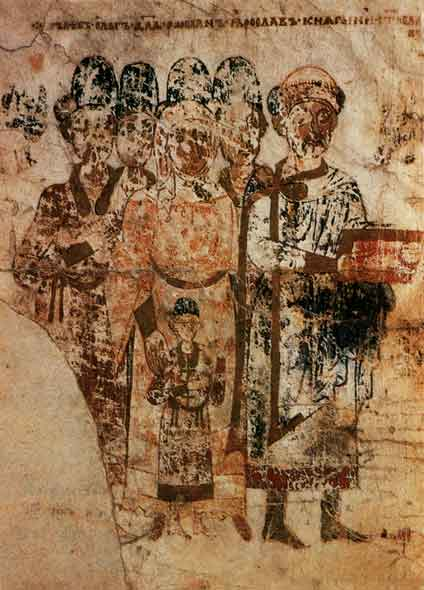
Зображення Святослава Ярославича в «Ізборнику» 1073 року

- - розпаду триумвірату в результаті захоплення великокняжого престолу Святославом Ярославичем (до 1076 року) за допомогою брата Всеволода[10].
  - укладення енциклопедичного збірника Ізборник Святослава[10].
- 200 років з часу (1173 рік):
  - другого походу великого князя володимирського Андрія Боголюбського на Київщину[11] та його розгромлення під Вишгородом українцями під командуванням Мстислава Ростиславича та луцького князя Ярослава Ізяславича, який після перемоги став великим київським князем[12].

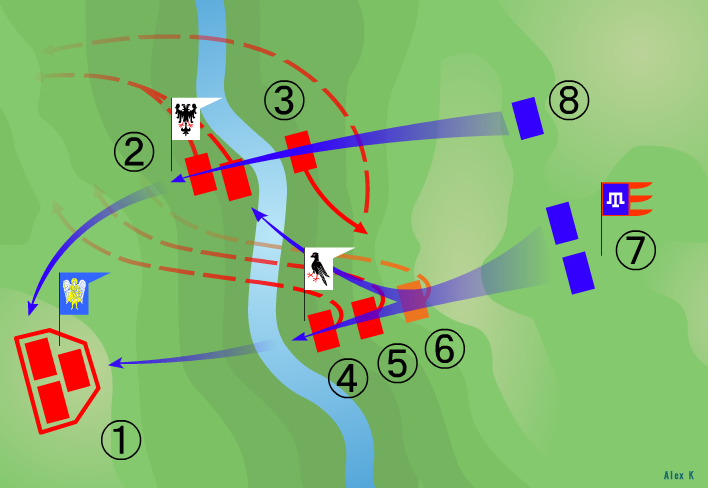
Уявний план битви на Калці за Іпатіївським літописом(31 травня 1223 року):1) Кияни Мстислава Романовича; 2) Чернігівці Мстислава Святославича; 3) Курчани Олега Святославича; 4) Галичани Мстислава Удатного; 5) Волинці Данила Романовича; 6) Половці Яруна; 7) Монголи Субедея і Джебе; 8) Бродники Плоскині.

- 150 років з часу (1223 рік):

- - 31 травня — битви на річці Калка, коли монгольські війська під командуванням полководців Чингізхана Субедея Баатура і Джебе-нойона перемогли спільні війська руських князів, під керівництвом Мстислава Романовича Київського, Мстислава Мстиславича Галицького, Мстислава Святославича Чернігівського та половецького хана Котяна Сутоєвича.[14].
- 50 років з часу (1323 рік):
  - Ліквідації Переяславського князівства.
- 25 років з часу (1348 рік):
  - вторгнення військ польського короля Казимира III на Галичину та Волинь.

### Видатних особистостей

#### Народження
- 350 років з часу (1023 рік):
  - народження Анастасії Ярославни, королеви Угорщини (1046—1061 рр.) з династії Рюриковичів, дружини короля Андраша I; наймолодша дочка Ярослава Мудрого та Інгігерди, сестри королеви Франції Анни Ярославни та королеви Норвегії Єлизавети Ярославни (пом. 1074).

#### Смерті
- 300 років з часу (1073 рік):

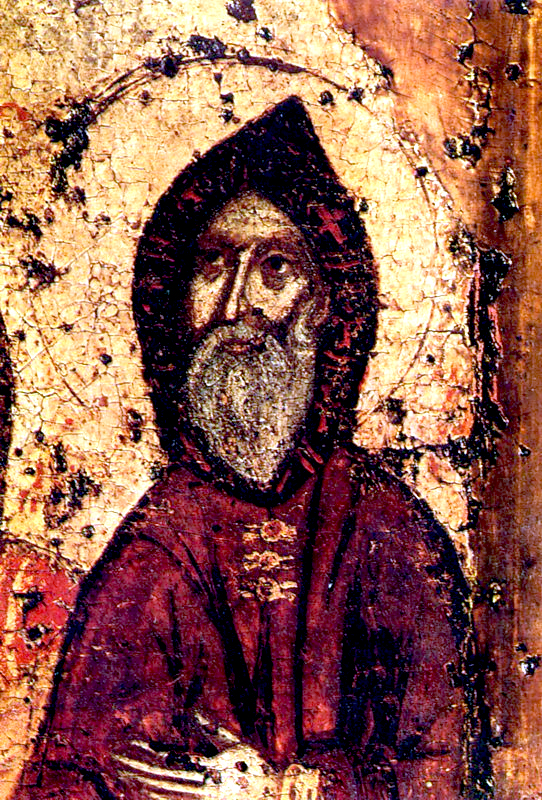
Фрагмент Свенської ікони Божої Матері

- - смерті Антонія Печерського, церковного діяча Русі-України, одного із засновників Києво-Печерського монастиря і будівничого Свято-Успенського собору (нар 983)[15][16];
- 275 років з часу (1098 рік):
  - смерті Єфре́ма II Переясла́вського — церковного діяча, святого XI–XII століть, митрополита Київського.
- 250 років з часу (1123 рік):
  - 1 серпня — смерті Давида Святославича — князя переяславського (1073—1076), князя муромського (1076—1093), князя смоленського (1093—1095 і 1096—1097), князя новгородського в (1094—1095), князя чернігівського (1097—1123)[17] (нар.. бл.1050).
- 175 років з часу (1198 рік):
- смерті Ярослава Всеволодовича — чернігівського князя (1177—1198) з династії Ольговичів, другого сина великого князя київського і чернігівського князя Всеволода Ольговича і Марії, доньки Мстислава Великого (нар. 1139).
- смерті Ники́фора ІІ — митрополита Київського та всієї України (1182—1198)[18]
- 125 років з часу (1223 рік):
- 31 травня:
  - смерті Василькп-Дмитра Мстиславича — князя козельського (1216–1223) з династії Рюриковичів, гілки Ольговичів.
  - смерті Мстислава Святославича — князя козельського (1201—1216) і чернігівського (1216 (?) — 1223) з династії Рюриковичів, гілки Ольговичів.
  - 1 червня — смерті Олександра Глібовича (Всеволодовича) — князя дубровицького з роду Ізяславичів турово-пінських.
  - 2 червня — смерті Мстисла́ва Рома́новича (Мстисла́ва Старого) — Великого князя Київського (1212—1223) (нар.. 1156).
- 50 років з часу (1323 рік):
  - смерті Андрі́я Ю́рійовича та Лева II Ю́рійовича[19]) — галицьких князів із династії Романовичів, співправителів Королівства Русі та Галицько-Волинського князівства[20].